# ميديلبورخ
ميديلبورخ Middelburg  هي بلدية ومدينة بجنوب غرب هولندا وعاصمة مقاطعة زيلند. تقع في شبه الجزيرة الوسطى من مقاطعة زيلند: Midden-Zeeland (وتتكون من الجزر السابقة: فالخيرين، شمال بيفيلاند وجنوب بيفيلاند).

## طوبوغرافيا
خريطة طوبوغرافية هولندية لبلدية ميديلبورخ، سبتمبر 2014، (تقرأ بعد ثلاث نقرات على الخريطة).

## توأمة
لميديلبورخ اتفاقيات توأمة مع كل من:
- ناغاساكي
- فيلفورد
- غلوغو
- Simeria [الإنجليزية]‏
- Teiuș [الإنجليزية]‏
- فولكستون [الإنجليزية]‏

## أعلام
- ويليام الثاني، كونت هولندا
- ويليم بنسون
- جون براء
- سيسيل هور
- فلوريس دي فوخد
- ياكوب روغيفين
- هانس ليبرشي
- نيك فان دير لييك
- بيتر بودارت